# Mentana Condicio
Mentana Condicio è un talk show politico ideato e condotto da Enrico Mentana e trasmesso dall'11 marzo 2010, in streaming su Corriere.it.
Il programma nasce, alla vigilia delle elezioni regionali del 2010, in seguito all'introduzione di norme stringenti per i talk show, per mezzo delle quali, veniva imposto di invitare tutti i possibili candidati.
Il web non era però soggetto a tale interpretazione della par condicio e ciò ha consentito la realizzazione del programma Mentana Condicio - Vietati in TV, liberi sul web, similmente a quanto avvenne con Raiperunanotte.
Nella conduzione, Enrico Mentana, era coadiuvato di volta in volta da diversi giornalisti del Corriere della Sera.

## Puntate
| Punt. | Data (2010) | Ospiti                                                                      |
| ----- | ----------- | --------------------------------------------------------------------------- |
| 1ª    | 11 marzo    | Ignazio La Russa, Enrico Letta, Sergio Rizzo, Gian Antonio Stella           |
| 2ª    | 12 marzo    | Antonio Di Pietro, Pierluigi Battista, Monica Guerzoni, Francesco Verderami |
| 3ª    | 13 marzo    | Andrea Ronchi, Luigi Zanda, Goffredo Buccini, Dino Martirano                |
| 4ª    | 15 marzo    | Italo Bocchino                                                              |
| 5ª    | 15 marzo    | Augusto Minzolini                                                           |
| 6ª    | 16 marzo    | Giovanni Floris, Virginia Piccolillo, Alessandro Trocino                    |
| 7ª    | 17 marzo    | Rosy Bindi, Sandro Bondi                                                    |
| 8ª    | 17 marzo    | Pier Ferdinando Casini, Paola Di Caro, Francesco Verderami                  |
| 9ª    | 18 marzo    | Luigi de Magistris, Maurizio Gasparri, Pierluigi Battista, Goffredo Buccini |
| 10ª   | 18 marzo    | Paolo Bonaiuti, Nicola Latorre, Aldo Cazzullo, Sergio Rizzo                 |
| 11ª   | 19 marzo    | Roberto Formigoni, Filippo Penati                                           |
| 12ª   | 20 marzo    | Aldo Grasso, Renato Mannheimer                                              |
| 13ª   | 22 marzo    | Gianni Alemanno, Francesco Rutelli, Fabrizio Roncone, Alessandro Ruggeri    |
| 14ª   | 23 marzo    | Fabrizio Cicchitto, Enrico Letta                                            |
| 15ª   | 24 marzo    | Vittorio Sgarbi, Paolo Conti                                                |
| 16ª   | 24 marzo    | Pier Luigi Bersani                                                          |
| 17ª   | 25 marzo    | Roberto Maroni                                                              |
| 18ª   | 25 marzo    | David Sassoli, Francesco Storace                                            |
| 19ª   | 26 marzo    | Giulio Tremonti                                                             |